# أورزولي
أورزولي، (بالإنجليزية: Urzulei)، هي بلدية، في مقاطعة نوورو في إقليم سردينيا الإيطالي، وتقع على بعد حوالي 100 كيلومتر (62 ميل) شمال شرق كالياري، وحوالي 25 كم (16 ميل) شمال غرب تورتولو. اعتبارا من 31 ديسمبر 2004، كان عدد سكانها 1412 ومساحة 130.0 كيلومتر مربع (50.2 ميل مربع).

## السكان
في سنة 1861 بلغ عدد السكان 579 نسمة، وتطور العدد ليصل في سنة 2011 لـ 1٬295 نسمة.
يظهر هذا المخطط البياني تطور النمو السكاني لـ أورزولي